# 衙下镇
衙下镇，是中国甘肃省定西市临洮县下辖的一个乡镇级行政单位。

## 行政区划
衙下镇共辖以下地区：
联合村、中川村、紫松村、临河村、衙下村、杨家河村、杨家庙村、赵家集村、刘排坪村、寺洼山村、张家寺村、开家沟村、上潘家村、刘家庙村、潘家集村、兴丰村、红宇村、下何家村、民联村、洛家窑村、单家山村、刘家湾村。